# SpaceX COTS Demo Flight 2/3
SpaceX COTS Demo Flight 2/3 (также известный как Dragon C2+ и SpaceX COTS Demo 2) — второй полёт автоматического грузового корабля Dragon по программе Commercial Orbital Transportation Services (COTS), согласно контракту, подписанному между SpaceX и NASA в 2006 году.
Первый полёт частного космического корабля к Международной космической станции.

### Объединение миссий
Изначально планировались 2 отдельных миссии.
Миссия COTS 2 предполагала: завершение сертификации наземных служб стартовой площадки, запуск ракеты-носителя и достижение космическим кораблём Dragon целевой орбиты с параметрами 310x340 км (+/-50 км, но не выше 368 км) и наклонением в 51,6° (+/-0.25°), орбитальные операции: разворачивание панелей солнечных батарей, проверка всех систем корабля, включая систему навигации, новую авионику, систему коммуникации с МКС и маневровые двигатели Draco. Затем планировался управляемый сход с орбиты и приводнение с использованием тормозных и основных парашютов.
Миссия COTS 3 включала поэтапное сближение с МКС, захват корабля манипулятором Канадарм2, стыковку и проверку надёжности стыковочного механизма, открытие люка, извлечение из корабля доставленного груза, загрузку в корабль возвращаемого груза, отстыковку и возвращение на Землю.
В декабре 2011 года SpaceX и NASA достигли соглашения о объединении миссий в одну, включающую все перечисленные задачи, запуск изначально запланирован на 7 февраля 2012 года.

### Запуск
Третий запуск ракеты-носителя Falcon 9 v1.0.
Запуск несколько раз переносился, для решения всех возникающих технических вопросов при экспертизе готовности к полёту (Flight Readiness Review), проводимой специалистами NASA в рамках этапа программы COTS. После завершения экспертизы 16 апреля, дата запуска была определена, как «не ранее 7 мая». В начале мая запуск был перенесён на 19 мая, для того, чтобы дать инженерам SpaceX время на завершение работы с программным обеспечением космического корабля Dragon.
Финальный отсчёт 19 мая был прерван за пол-секунды до запуска компьютерами ракеты-носителя, из-за нештатного давления в камере сгорания 5-го (центрального) двигателя первой ступени, запуск отложен на 3 суток. Неисправный клапан двигателя Merlin 1C был заменён.
Запуск ракеты-носителя Falcon 9 c космическим кораблём Dracon состоялся в 7:44 UTC 22 мая 2012 года, со стартовой площадки SLC-40 на мысе Канаверал.

### Сближение и стыковка
Спустя 10 минут после запуска ракеты-носителя, Dragon отсоединился от верхней ступени Falcon 9 на орбите с параметрами 297 х 346 км, наклонение 51,66°.
В первый день проводились тестовые мероприятия, предполагаемые миссией COTS 2.
Спустя 2 минуты были впервые в космосе разложены панели солнечных батарей (в первом полёте использовались аккумуляторные батареи). На 55 минуте полёта протестирована инерциальная навигационная система корабля. Через 2 часа 26 минут после старта открылся люк сенсорного отсека (GNC Bay), содержащего датчики систем управления, навигации и контроля корабля. С внутренней стороны люка находится механизм для захвата корабля манипулятором Канадарм2. Протестировано находящееся в сенсорном отсеке оборудование DragonEye: лазерный радар, основанный на технологии LIDAR (Light Identification Detection and Ranging) и тепловизор, используются при сближения с МКС. Двигатели Draco были проверены в аварийных режимах: импульсном и режиме продолжительной работы. Далее был продемонстрирован режим свободного дрейфа корабля, полёт с выключенными двигателями, который будет использован перед захватом манипулятором.
Весь второй день полёта корабль совершал поэтапное приближение (Far Field Phasing) к МКС, используя серии включений двигателей, пока не достиг точки на 10 км ниже и на 10 км позади станции.
На третий день полёта корабль достиг 28-километровой «коммуникационной» зоны, что позволило провести тестирование систем связи между кораблём и МКС. Также протестирована GPS-система корабля, которая позволяет получать данные о относительном расстоянии и скорости между кораблём Dragon и станцией. Корабль совершил серию тестовых манёвров в 10-километровой зоне МКС, пока не было подтверждена готовность к окончательному сближению и захвату манипулятором.
25 мая в 04:46 UTC, на четвёртый день полёта, началось окончательное сближение со станцией. Корабль приблизился на расстояние 2,5 км ниже и позади МКС, затем, в 07:03 UTC начал серию манёвров для достижения точки на 1,4 км ниже и позади станции, достигнув её в 7:46 UTC. Следующим этапом сближения стала 250-метровая зона, где начали свою работу лазерный радар и тепловизор корабля. Затем корабль получил подтверждение для вхождение в 200-метровую «зону безопасности» вокруг МКС. На отметках 150 и 60 м, возникали проблемы с показаниями лазерного радара LIDAR, вследствие чего, корабль задерживался до их решения. На отметке 30 м корабль задержался в последний раз и получил разрешение на финальный манёвр в 13:30 UTC. Достигнув расстояния 10 метров от МКС и сравняв свою скорость со скоростью станции, Dragon перешёл в режим свободного дрейфа.
В 13:56 UTC космический корабль был захвачен манипулятором Канадарм2, которым управляли астронавты Доналд Петтит и Андре Кёйперс.
В 16:02 UTC 25 мая 2012 года, корабль был пристыкован к модулю Гармония, через 3 дня, 8 часов и 18 минут после начала миссии. Dragon стал первым частным космическим кораблём, пристыкованным к Международной космической станции.
Люк корабля был открыт 26 мая в 9:53 UTC. Первыми борт корабля Dragon посетили астронавт Доналд Петтит и космонавт Олег Кононенко.

### Полезная нагрузка
Dragon доставил на МКС 520 килограммов полезного груза (460 кг без учёта упаковки), в том числе:
- Провизия и вещи для экипажа — 306 кг
- Материалы для научных исследований — 21 кг
- Сумки для грузов — 123 кг
- Компьютеры и комплектующие — 10 кг

Обратно на Землю Dragon вернул 660 килограммов полезного груза (620 кг без учёта упаковки), в том числе:
- Вещи экипажа — 143 кг
- Материалы научных исследований — 93 кг
- Оборудование и детали станции — 345 кг
- Оборудование для выхода в открытый космос — 39 кг

### Отстыковка и возвращение
31 мая в 8:07 UTC корабль был отстыкован от модуля Гармония манипулятором Канадарм2, под управлением астронавтов Джозефа Акабы и Доналда Петтита, и отпущен в 9:49 UTC. Используя несколько коротких включений двигателя, Dragon отдалился от МКС на безопасное расстояние, затем, в 9:58 UTC корабль совершил манёвр разворота на 180° и вышел из 200-метровой зоны безопасности станции. В 14:51 UTC двигатели Draco были включены на 9 минут 50 секунд для финального схода с орбиты. Незадолго до этого был закрыт люк сенсорного отсека. В 15:09 UTC отстыкован негерметичный контейнер, позже сгоревший в атмосфере.
На высоте 13,7 км раскрылись 2 тормозных парашюта, замедлившие и стабилизировавшие капсулу, после чего, на высоте около 3 км раскрылись 3 основных парашюта, снизившие скорость снижения до 17-20 м/с к моменту контакта с водой.
31 мая 2012 года в 15:42 UTC космический корабль Dragon успешно приводнился за 900 километров от побережья Калифорнии.
Спасательная операция была выполнена с помощью 57-метровой баржи, оборудованной краном для подъёма корабля из воды и размещения его на палубе, в специальный поддон, и 24-метрового корабля для обслуживающего персонала, включающего, кроме техников и учёных SpaceX, ещё и 4 водолаза.
5 июня корабль доставлен в порт Лос-Анджелеса, после чего грузовиком отправлен на тестовый полигон McCregor в штате Техас. Там извлекли доставленный кораблём груз, который 13 июня был доставлен в Космический центр имени Линдона Джонсона в Хьюстоне.
Все задачи миссий COTS 2 и COTS 3 были успешно выполнены, и 23 августа 2012 года NASA анонсировала, что космический корабль Dragon, в паре с ракетой-носителем Falcon 9, сертифицированы для программы снабжения Международной космической Станции. Контракт по программе Commercial Resupply Services (CRS), стоимостью 1,6 миллиардов долларов США, рассчитан на 12 миссий.